# Pseudumbellulidae
Pseudumbellulidae é uma família de animais cnidários, identificada em 2022, a partir de análises genéticas, agrupando espécies antes englobadas no género Umbellula.
A identificação da Pseudumbellulidae como uma familia distinta veio acompanhada da descoberta de uma nova espécie, Pseudumbellula scotiae.

### Gêneros e espécies
A família Pseudumbellulidae está organizada em dois gêneros (Pseudumbellula e
Solumbellula) e nas seguintes espécies:
- Pseudumbellula
  - Pseudumbellula scotiae (López-González & Drewery, 2022[2]
- Solumbellula
  - Solumbellula monocephalus (Pasternak, 1964)[3]